# Sorihuela del Guadalimar
Soriola de Guadalimar (en castellà i oficialment: Sorihuela del Guadalimar) és un municipi de la província de Jaén, amb una població de 1.258 habitants (INE 2005), pertanyent a la comarca de Las Villas. Pel seu terme municipal discorren els rius Guadalquivir i Guadalimar.